# Desinfectant de mans

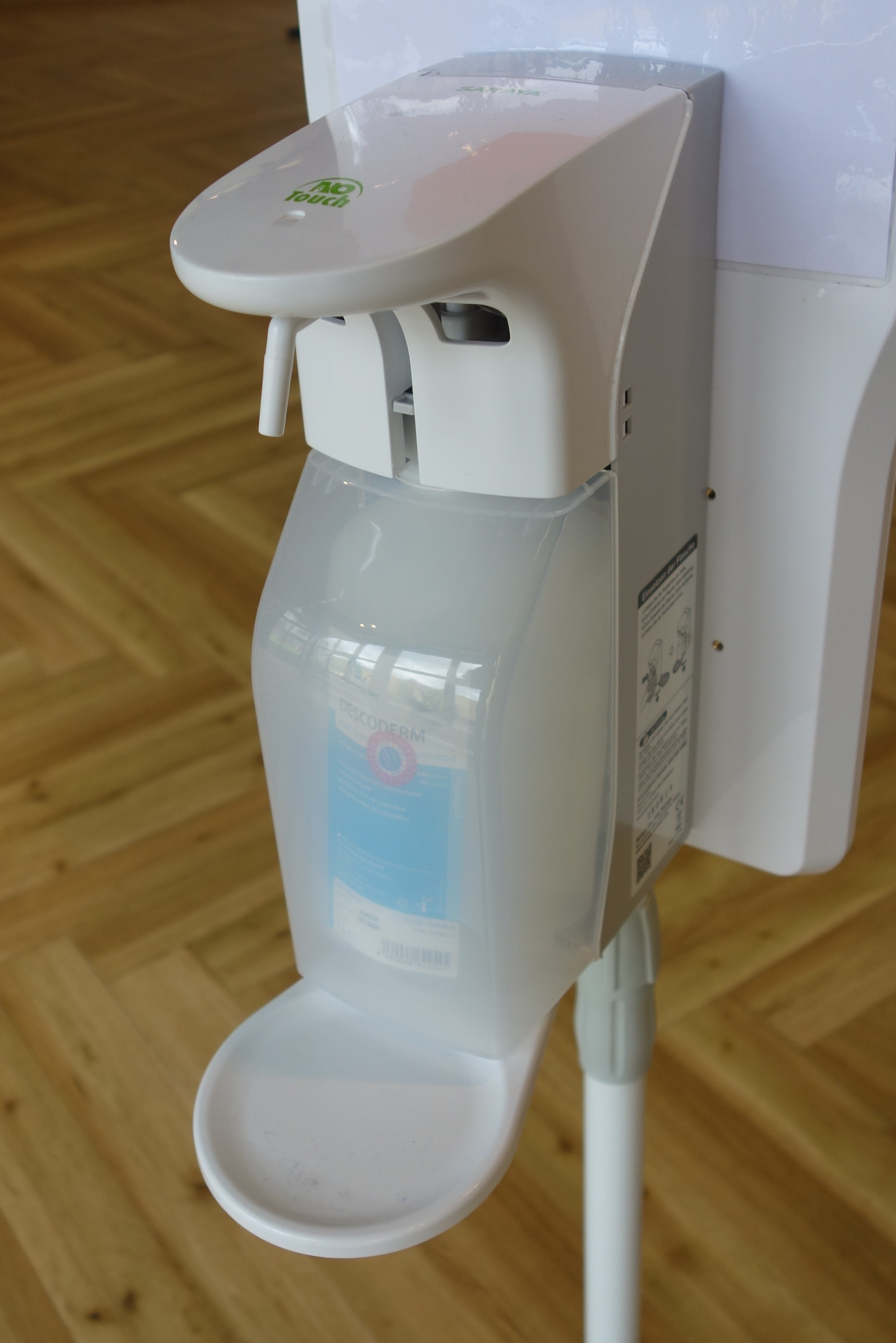
Dispensador de desinfectant de mans.

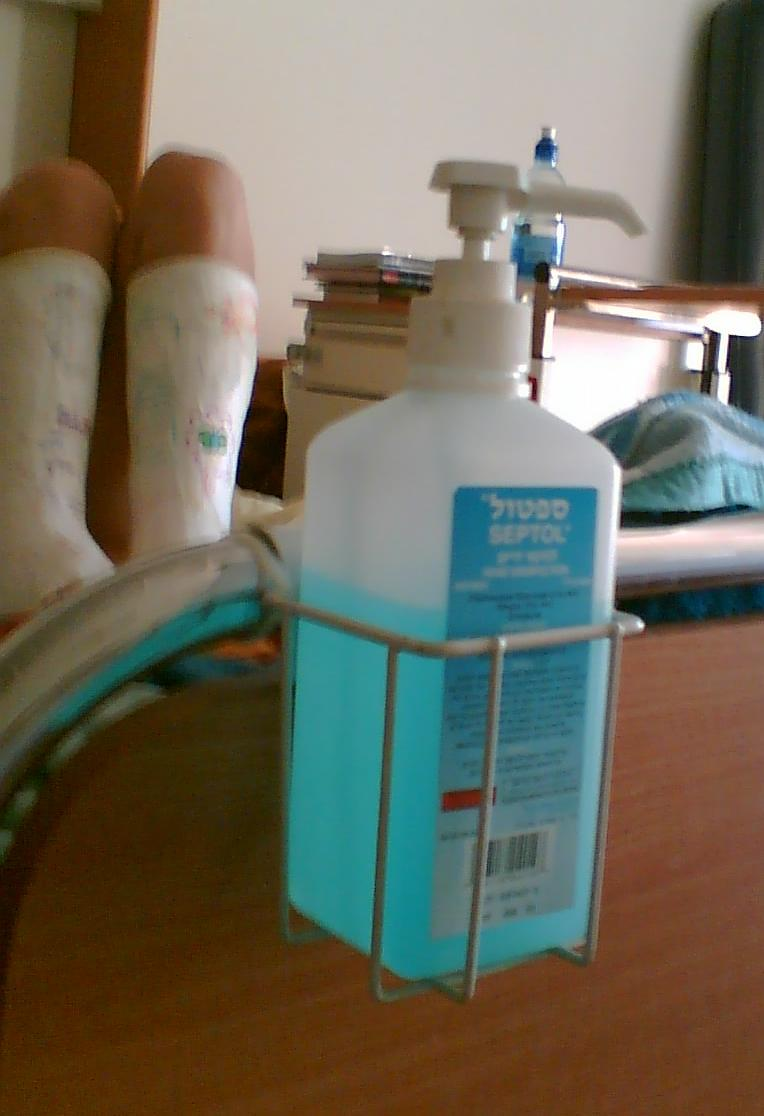
Desinfectant de mans a la barana d'un llit hospitalari.

Un desinfectant de mans és un líquid generalment utilitzat per disminuir els agents infecciosos a les mans. Les formulacions del tipus a base d'alcohol són preferibles al rentat de mans amb aigua i sabó en la majoria de situacions en l'àmbit sanitari. Generalment és més eficaç per matar microorganismes i és més ben tolerat que l'aigua i el sabó. El rentat de mans encara s'ha de dur a terme si es pot suposar una contaminació o després de l'ús del vàter. L'ús general de versions sense alcohol, no té recomanacions. Fora de l'àmbit sanitari, no hi ha evidències que donin suport a l'ús del desinfectant de mans per sobre del seu rentat. Estan disponibles com a líquids, gels i escumes.
Les versions basades en alcohol contenen típicament alguna combinació d'alcohol isopropílic, etanol (alcohol etílic) o 1-propanol. Les versions que contenen entre 60 i 95% d'alcohol són les més efectives. S'ha de tenir cura ja que són inflamables. El desinfectant de mans basat en l'alcohol funciona contra una gran varietat de microorganismes, però no en les espores. Algunes versions contenen compostos com el glicerol per evitar l'assecat de la pell. Les versions no alcohòliques poden contenir clorur de benzalconi o triclosan.
L'alcohol s'ha utilitzat com a antisèptic almenys des del 1363 amb evidències que van afavorir que el seu ús estigués disponible a finals del 1800. El desinfectant de mans basat en l'alcohol ha estat utilitzat habitualment a Europa des de almenys els anys vuitanta. La versió basada en l'alcohol es troba a la Llista model de Medicaments essencials de l'Organització Mundial de la Salut, els medicaments més segurs i eficaços necessaris en un sistema sanitari.